# Gràcia (district)
Gràcia is het kleinste district van Barcelona dat verbonden is door het Eixample met de Ciutat Vella, de oude stad. De oppervlakte is 4,19 km² groot.
Gràcia, ooit een zelfstandige gemeente, is inmiddels een stadsdeel geworden. De wijk is een wirwar van smalle straten en pleinen. Gracia grenst aan de Passeig de Gràcia, een van de belangrijkste straten van Barcelona. Aan de noordkant grenst het aan het Park Güell.

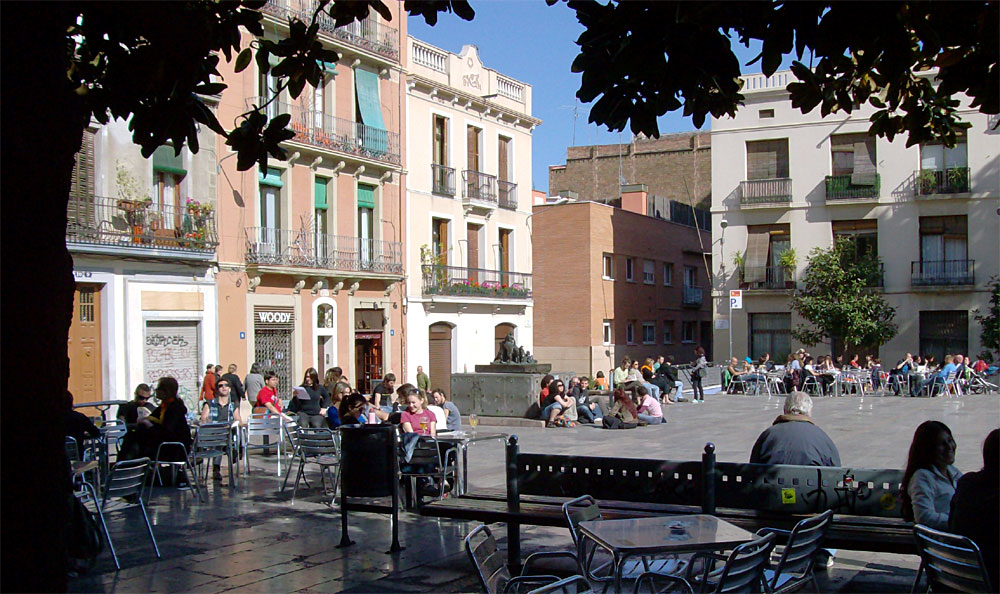
Plaça del Sol, Gràcia, Barcelona

Het district is cultureel gemengd. Er wonen Catalaanse gezinnen, buitenlandse studenten, artiesten, zigeuners, Arabieren en nog veel meer, wat zorgt voor een gemixt straatbeeld. Men vindt er een van de grote markten van de stad, en de Carrer Gran de Gracia is de grote commerciële straat van dit district. Ook zijn er veel stegen met boekwinkels, kunstgaleries etc. Het district kent een uitgebreid nachtleven. Niet alleen de Carrer Verdi is dag en nacht levendig, maar ook de terrassen op de pleinen.
Het district is onderverdeeld in 6 wijken (Catalaans: Barris) : nr.21 Gràcia, nr.22 Vallcarca, El Coll, La Salut, Penitents, Camp d'en Grassot.

## Demografie
| inwoners | district 6 Gracia | wijk 21 Gracia | wijk 22 Vallcarca |
| -------- | ----------------- | -------------- | ----------------- |
| 1996     | 115.753 inw       | 84.825 inw     | 30.928 inw        |
| 2001     | 114.018 inw       | 83.382 inw     | 30.636 inw        |

## Geboren in Gràcia
- Pompeu Fabra i Poch (1868-1948), ingenieur en taalkundige
- Fructuós Gelabert i Badiella (1874-1955), filmregisseur, camerabouwer